# Дерево в почках
«Дерево в почках» (англ. Tree-in-bud sign) — радиологический симптом поражения терминальных отделов бронхиального дерева. Представляет собой мелкие центрилобулярные разветвлённые Y- или V-образные структуры толщиной до 1-2 мм с утолщениями на концах.
Морфологическим субстратом этих центрилобулярных узелков является утолщение стенок бронхиол и заполнение их расширенного просвета слизью или гноем (что позволяет визуализировать эти невидимые в норме анатомические структуры). Данная КТ-картина может выявляться как при эндобронхиальном распространении инфекционного процесса, так и при неинфекционных заболеваниях (силикоз, антракоз).